# Futebol Clube Talho
Futebol Clube Talho is een Kaapverdische voetbalclub. De club speelt in de São Nicolau Eiland Divisie, op Talho in São Nicolau, waarvan de kampioen deelneemt aan het Kaapverdisch voetbalkampioenschap, de eindronde om de landstitel.